# William Mitchell Morgan

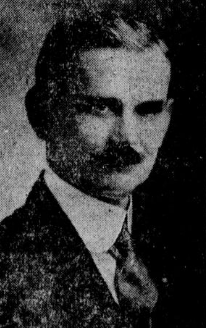
William Mitchell Morgan

William Mitchell Morgan (* 1. August 1870 in Brownsville, Licking County, Ohio; † 17. September 1935 in Columbus, Ohio) war ein US-amerikanischer Politiker. Zwischen 1921 und 1931 vertrat er den Bundesstaat Ohio im US-Repräsentantenhaus.

## Werdegang
William Morgan besuchte die öffentlichen Schulen seiner Heimat. Bis 1898 arbeitete er in verschiedenen Branchen. Dann zog er nach Newark, wo er als Arbeiter und später als Musiker tätig war. Außerdem studierte er Literatur und Wissenschaft. Zeitweise war er auch in der Landwirtschaft, im Handel und im Wollgeschäft beschäftigt. Morgan engagierte sich auch in der Arbeiter- und Gewerkschaftsbewegung. So wurde er Präsident der Musikergewerkschaft in Newark. Politisch schloss er sich der Republikanischen Partei an.
Bei den Kongresswahlen des Jahres 1920 wurde Morgan im 17. Wahlbezirk von Ohio in das US-Repräsentantenhaus in Washington, D.C. gewählt, wo er am 4. März 1921 die Nachfolge des Demokraten William A. Ashbrook antrat. Nach vier Wiederwahlen konnte er bis zum 3. März 1921 fünf Legislaturperioden im Kongress absolvieren. Im Jahr 1930 wurde er nicht bestätigt.
Nach dem Ende seiner Zeit im US-Repräsentantenhaus nahm Morgan seine früheren Tätigkeiten wieder auf. 1932 bewarb er sich erfolglos um die Rückkehr in den Kongress. Im Jahr 1935 war er für einige Monate Vorsitzender der Gewerkschaft Federation of Labor in Ohio. Danach wurde er Mitglied der staatlichen Industriekommission. Er starb am 17. September 1935 in Columbus und wurde in Newark beigesetzt.